# Boetyrskaja
Boetyrskaja (Russisch:Бутырская) is een station aan de Ljoeblinsko-Dmitrovskaja-lijn van de Moskouse metro. Het station ligt onder de Ogorodnyj Projezd die parallel loopt aan de oktoberspoorlijn tussen Moskou en Sint-Petersburg. Iets noordelijker van het metrostation ligt aan de andere kant van de OZBI, een deegwarenfabriek die tussen de Ogorodnyj Projezd en de spoorlijn ligt, station Ostankino dat vanaf 2021 door de D3 zal worden bediend.

## Geschiedenis
In de jaren 80 van de twintigste eeuw werd de lijn gepland naar metroloze buurten in het zuiden van de stad. In 1983 publiceerde Metrostroi al een tekening van het noordelijke deel van lijn 9, dat toen in aanbouw was, met een voorgestelde andere lijn parallel aan de oktoberspoorweg. Door het uiteenvallen van de Sovjet-Unie liep de bouw van de lijn vertraging op en door de Roebelcrisis werd de aanleg zelfs geheel gestaakt. In 2005 kwam de metrobouw weer opgang en op 24 juni 2008 kende op voordracht van de gemeentelijke naamgevingscommissie het stadsbestuur de naam toe aan het toekomstige station. De bouw begon in november 2011 met archeologisch onderzoek en het aanbrengen van een installatie voor het bevriezen van de bodem. Gedurende de bouw van de lijn, in de periode 2012-2016, was een deel van de Ogorodnyj Projezd en de Milasjenkova Oelitsa afgezet voor het verkeer. 

## Aanleg
De beide enkelsporige metrotunnels werden geboord vanaf Marina Rosjtsja naar het noorden. Half december 2013 werd begonnen met het boren, in de bevroren grond, van de roltrapschacht tussen de zuidelijke verdeelhal en het perron op 60 meter diepte. Op 30 april 2014 bracht de Moskouse burgemeester een werkbezoek aan de bouwplaats waar hij werd geïnformeerd over de voortgang tot de meivakantie van 2014. Een jaar later waren de tunnels in ruwbouw gereed en was de middenhal voor ongeveer 60% uitgebroken. De opening van het station is drie uitgesteld. Toen de bouw begon werd september 2014 aangehouden, na verloop van tijd werd het eerste kwartaal van 2015 genoemd. Ook dit bleek te optimistisch en werd het vierde kwartaal van 2015 de nieuwe datum. Uiteindelijk waren de tunnels pas in maart 2016 gereed en op 12 september 2016 reed de eerste meettrein over het nieuwe baanvak. Het station werd op 16 september 2016 geopend met alleen de noordelijke verdeelhal, de zuidelijke verdeelhal ging pas op 30 december 2016 open voor het publiek.  

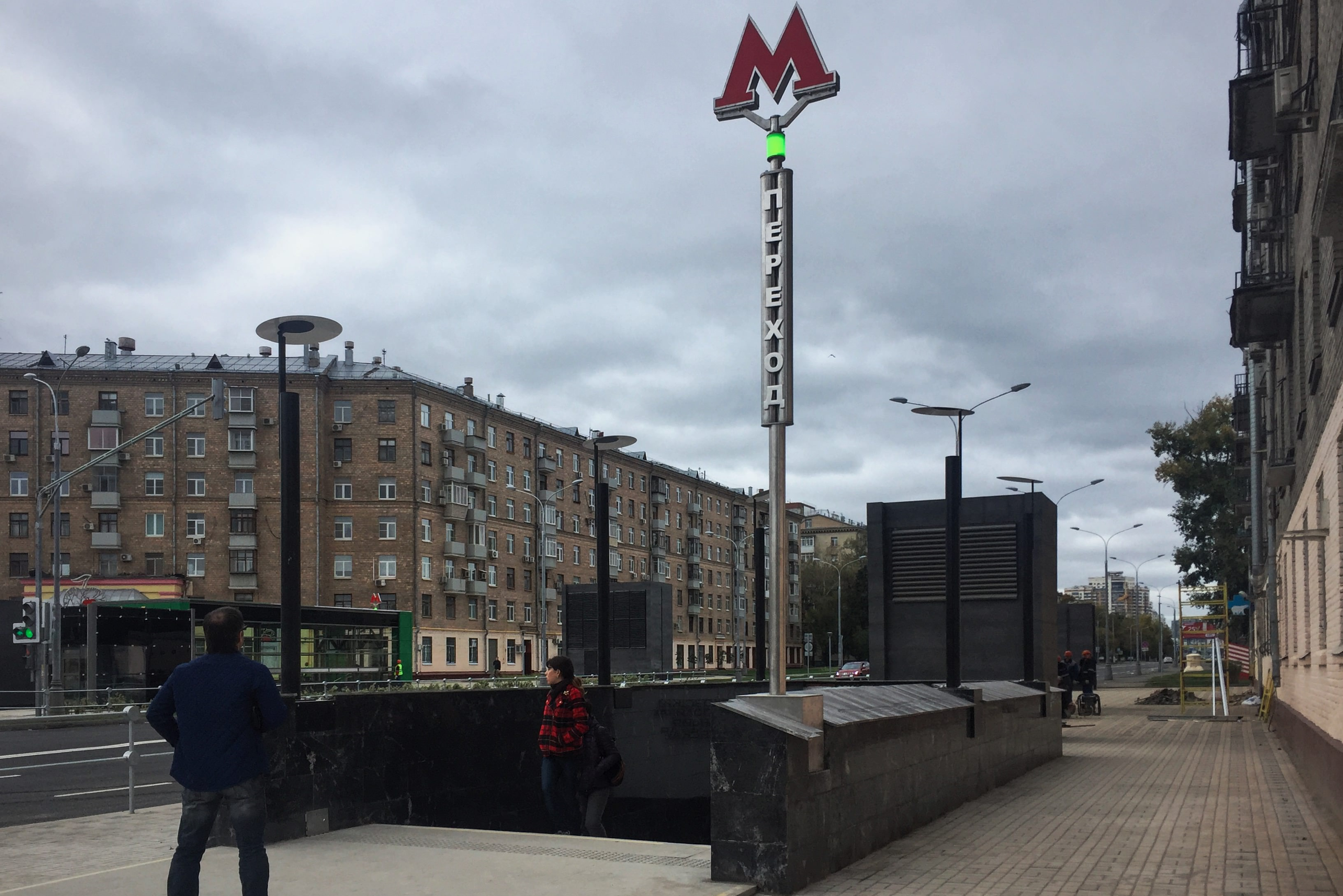
De noordelijke stationstoegangen
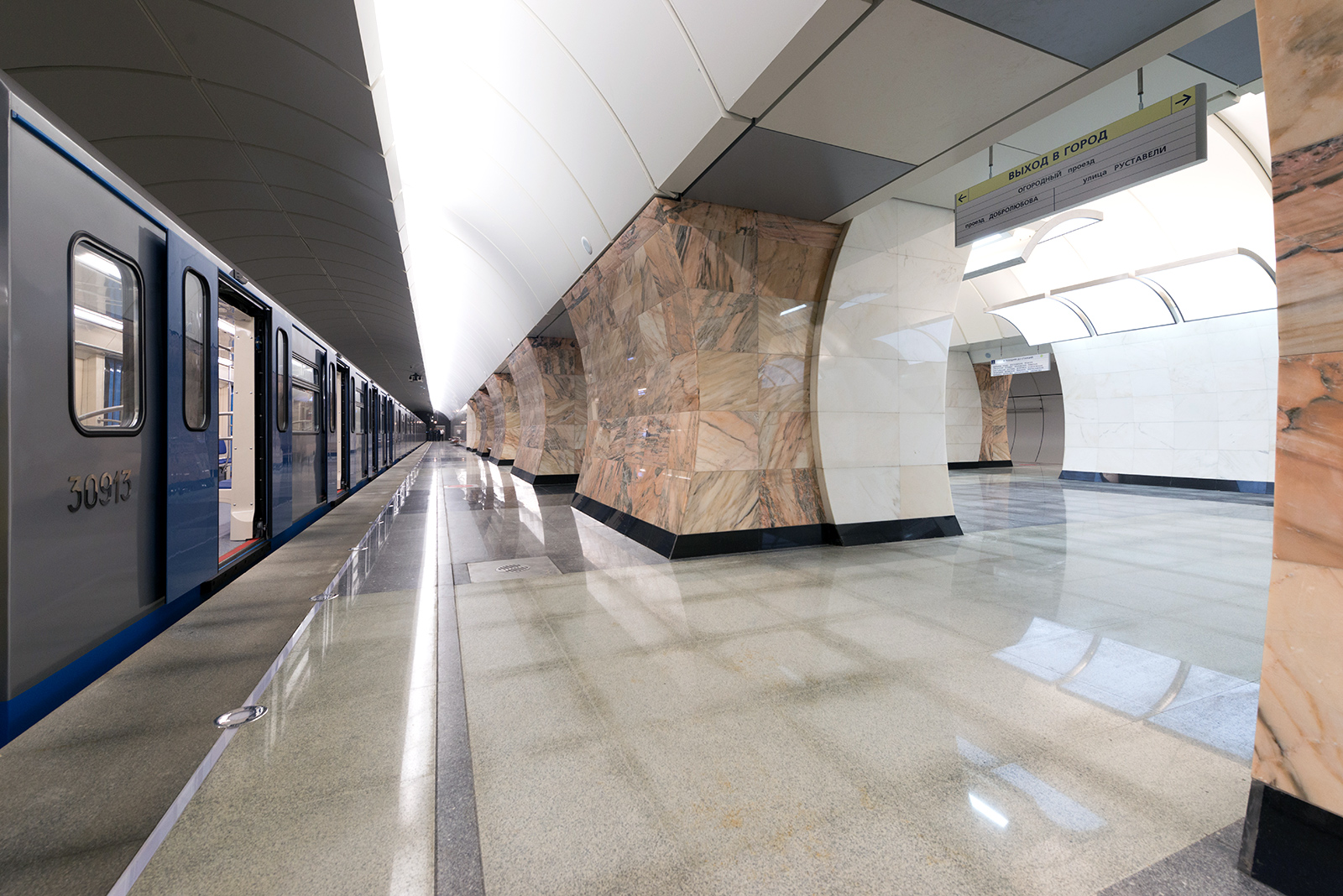
Doorkijk van perron naar perron via de middenhal
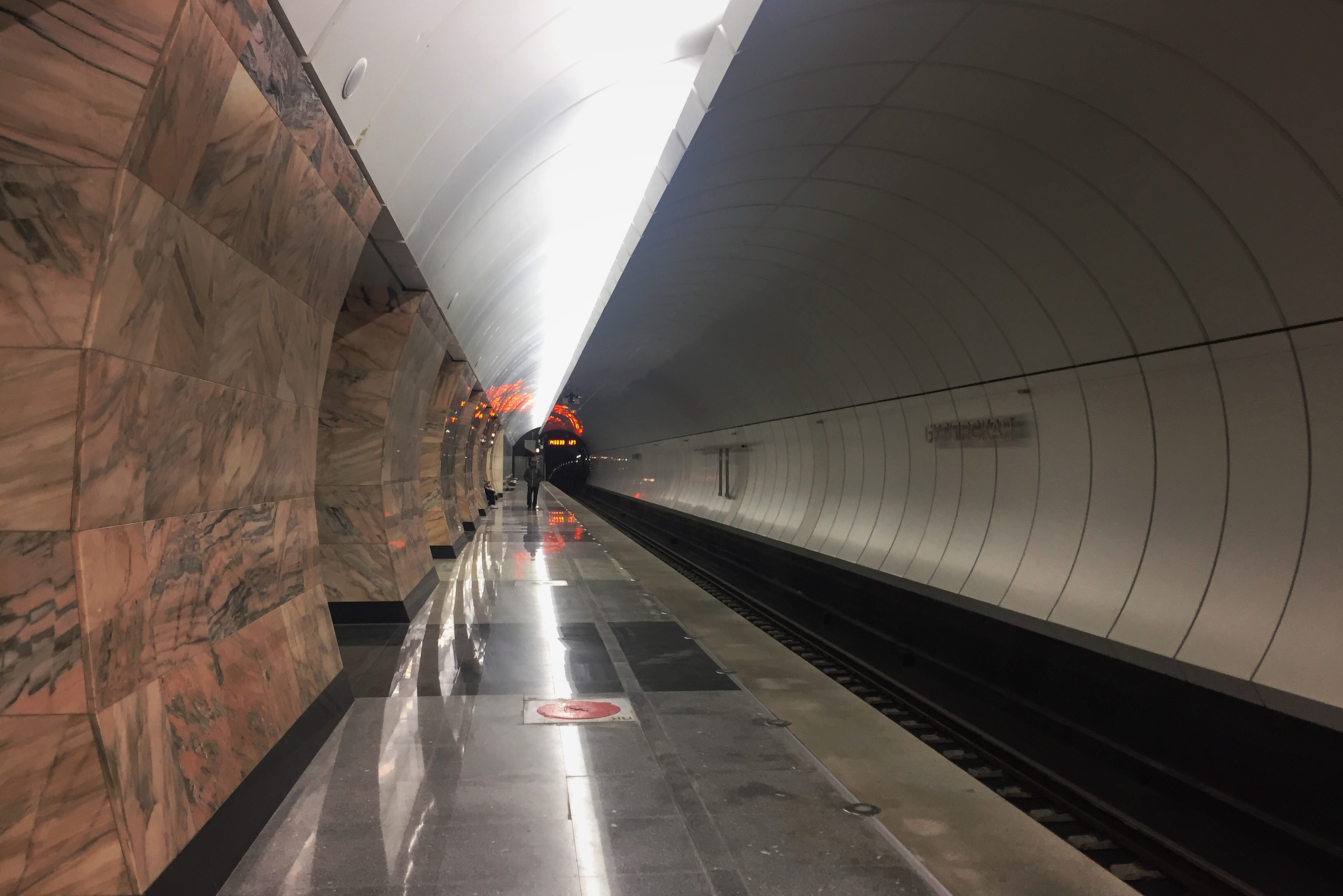
Het perron met het verlaagde gewelf boven het spoor.

## Ligging en inrichting
Het station kent twee ondergrondse verdeelhallen die elk verbonden zijn met een voetgangerstunnel onder de Ogrodnyj Projezd. Deze voetgangerstunnel hebben uitgangen aan weerszijden van de straat. De noordelijke toegangen liggen bij het kruispunt met de Roestaveli Oelitsa, de zuidelijke ligt bij fabriekspoort 2 van OZBI aan de kant van de Dobroljoebova Projezd. Het pylonenstation is gebouwd naar een standaardontwerp voor de Dmitrovsko-radius, het noordelijke deel van de Ljoeblinsko-Dmitrovskaja-lijn, dat ook is toegepast bij Fonvizinskaja, Okroezjnaja en Verchnië Lichobory. De bekleding en verlichting verschilt echter wel per station, zo heeft Boetyrskaja pylonen met wit en roodbruin marmer. De buizen met de perrons zijn 162,5 m lang, terwijl de middenhal slechts 94,68 m lang is. De pylonen tussen middenhal en perron zijn 3 meter breed net zoals de doorgangen tussen de pylonen. In elke tweede doorgang vanaf de roltrappen gezien zijn rookgasafzuigers aangebracht. De verlichting van de middenhal wordt verzorgd door gebogen lichtpanelen, boven de perrons wordt gebruik gemaakt van indirecte verlichting die op een verlaagd deelgewelf is gemonteerd. De tunnelwanden zijn bekleed met aluminium panelen. Aan de perronzijde zijn de pylonen bekleed met roodbruin Sajanskimarmer, aan de kant van de middenhal is wit marmer gebruikt. De verdeelhallen zijn respectievelijk 57 en 54 meter lang. 
Vanaf de noordelijke verdeelhal is het ongeveer 6 minuten lopen naar station Ostankino 580 meter verderop. Via dit station is het voor metroreizigers mogelijk om het omroepcentrum bij de Ostankino-toren te bereiken, waarvoor Boetyrskaja het dichtstbijgelegen metrostation is.